# 熊毛王国
熊毛王国（くまげおうこく）とは、現在の山口県熊毛郡域にあたる室津半島周辺を支配地域とした古墳時代の地域首長勢力に対する現代の呼称。この呼称は『記紀』や『風土記』などの古代史料には見えず、一般的な歴史学用語でもないが、現代人がこの勢力を「王国」と表現したもので地元田布施町や山口県の歴史関係書籍等で使われている。

## 概要
旧周防国にあたる山口県東部の熊毛郡は、瀬戸内海に突き出した室津半島と同郡田布施町・平生町・上関町・柳井市域を中心とする地域である。
旧長門国を含む山口県内には、大まかに7箇所の古墳分布集中地域（=国造などの地域首長勢力の中心地）があるが、その中で熊毛郡はもっとも東に位置し、古墳時代に入った3世紀末または4世紀初頭から、地域首長勢力の出現を示す古墳が築造され始める。
なお縄文時代～古代の時期、現在の田布施・平生・柳井市街地が広がる平野部は陸化しておらず、古柳井水道（柳井古水道・古熊毛水道とも）と呼ばれる水道（海峡）となっていて、室津半島は本州から分離していたとする説があるが、諸古墳は石城山や室津半島の沿岸など、「古柳井水道」の推定地を囲むように分布している。
それらの古墳は3世紀末または4世紀初頭から7世紀にかけて代々の首長系譜を形成していると考えられており、山川出版社刊『山口県の歴史』（2012年）では、最古の首長墳である方墳の国森古墳（田布施町・辺約30メートル）に始まり、その後に前方後円墳の柳井茶臼山古墳（柳井市・全長90メートル）→神花山古墳（平生町・全長30メートル）→白鳥古墳（平生町・全長120メートル）→阿多田古墳（平生町・全長40メートル）→納蔵原古墳（田布施町・全長30メートル）が続き、円墳の後井1号墳（田布施町・直径15メートル）にいたるという系譜を想定している。同書ではこれを「熊毛王」と呼んで、後の周防（周芳）国造にあたる勢力と考え、5世紀代の白鳥古墳出現を「熊毛王国」の最盛期とする。
なお、同書は前方後円墳の築造順について上記のように柳井茶臼山→神花山→白鳥→阿多田という流れを提示しているが、宇垣匡雅は墳形からみて柳井茶臼山→阿多田→神花山→白鳥の順ではないかとし、また単一の系譜とすると墳丘規模の変動が激しいため、柳井茶臼山→白鳥と、阿多田→神花山という2系譜を想定している。

## 呼称の使用例
地元田布施町の歴史博物館田布施町郷土館では『熊毛王国古墳街道マップ』などの館配付資料の中で「熊毛王国」の語を用いている。
また柳井市文化財保護審議会長の松岡睦彦は、2013年（平成25年）の『山口新聞』誌上で以下のようなイメージで「熊毛王国」について述べている。
「熊毛王国は、3世紀末から7世紀にかけて古熊毛水道（古柳井水道）付近に存在した複数豪族（熊毛王）の治める連合国家で、同水道での海運を抑えて栄え、大和王権も脅威に感じる程繁栄した。約300年間大和王権の影響を受けつつも、侵略されることなく存続した。熊毛王達が無駄な争いをしなかったのも長期繁栄の要因とする。各王は王位に就くと自らの墓（前方後円墳）を造り、死後そこに納まった。6世紀中頃になると王権の支配がおよび、7世紀に編入され姿を消した。」